# Galeus cadenati
Galeus cadenati е вид хрущялна риба от семейство Scyliorhinidae.

## Разпространение
Видът е разпространен в Колумбия и Панама.